# Поправки до Конституції США
Поправки до Конституції США (англ. Amendments to the United States Constitution) — статті Конституції Сполучених Штатів Америки, що доповнюють, уточнюють та скасовують деякі положення головного тексту закону. На сьогодні існують 27 ратифікованих та 6 поправок, прийнятих до розгляду в легіслатурах штатів, але ще не ратифікованих. Загалом з 1789 року було подано більше 10 000 поправок. Перші 10 поправок написані «батьком конституції» Джеймсом Медісоном і прийняті єдиним законодавчим актом, відомим як Білль про права.

## Білль про права

Перша сторінка Білля про права

### Поправка І
Проголошує загальні свободи американської нації.
| Конгрес не має права видавати закони щодо впровадження будь-якої релігії чи заборони вільно сповідувати її, а також не має права видавати закони, що обмежують свободу слова, друку і права народу мирно збиратися і звертатися до уряду з проханням усунути якусь кривду. |

### Поправка ІІ
Формулювання поправки залишає можливості для різного її тлумачення (зокрема, чи розповсюджується вона на будь-яку вогнепальну зброю або тільки на зброю, яка необхідна учасникам ополчення штату). 20 листопаду 2007 року Верховний суд США прийняв до розгляду справу «Округ Колумбія проти Геллера», у якій заперечується подібне обмежувальне тлумачення поправки.
| Через те, що для безпеки вільної держави потрібна добре організована міліція, право народу мати й носити зброю не повинне обмежуватися. |

### Поправка ІІІ
| У мирні часи жоден вояк не може квартирувати в будь-якому будинку без згоди на це власника; під час війни таке розквартирування може відбуватися лише згідно з законом, що буде встановлений. |
Причиною ухвалення поправки була практика примушувати колоністів розміщувати в своїх будинках британських солдат, що існувала за часів колоніального панування, закріплена «Актом про постій» (англ. Quartering Act) 1765 року.

### Поправка IV
| Право народу на недоторканість особи, помешкання, особистих паперів і майна не має порушуватися безпідставними обшуками і арештами; ордер на обшук і арешт має видаватися лише зі слушних причин, засвідчених присягою або підтвердженням. У таких ордерах треба докладно вказувати місце, де потрібно вчинити обшук, осіб, яких потрібно заарештувати, або речі, які мають бути вилучені. |

### Поправка V
| Нікого не можна притягати до відповідальності за скоєння тяжкого кримінального злочину чи іншого ганебного вчинку, інакше як за поданням або висновком великого журі присяжних, за винятком злочинів, скоєних особами, які належать до наземних чи морських збройних сил або міліції, коли ці особи перебувають на дійсній службі, під час війни чи іншої громадської небезпеки. Нікого не можна притягати до відповідальності за злочин удруге; нікого не можна примушувати свідчити проти себе за обвинувачення в будь-якому кримінальному злочині, а також нікого не можна позбавити життя, свободи чи власності без законної процедури. Приватну власність не можна відбирати для громадських потреб без справедливої винагороди. |

### Поправка VI
Встановлює права звинуваченого, у тому числі право на суд присяжних.
| У всіх кримінальних справах обвинувачений повинен мати право на швидкий і відкритий суд безсторонніх присяжних зі штату чи округи, де скоєно злочин, і то ці округи закон має визначати законом наперед. Обвинуваченого треба повідомляти про зміст і причину обвинувачень, право мати зводини зі свідками позивача, за обов'язковою для усіх процедурою ставити свідків на свою користь і вдаватися до допомоги адвоката для своєї оборони. |

### Поправка VII
| Судові справи на підставі загального права, якщо розмір вимог перевищує двадцять доларів, належать суду присяжних, і жодна справа, розглянута судом присяжних, не повинна розглядатися вдруге в будь-якому суді Сполучених Штатів, інакше як згідно з нормами загального права. |

### Поправка VIII
| Не можна встановлювати надмірних застав, накладати надмірних штрафів або вдаватися до жорстоких і незвичайних покарань. |

### Поправка ІХ
Перелік прав в Конституції не повинен трактуватись як скасування решти прав.
| Перелік у Конституції певних прав не повинен тлумачитися як заперечення чи обмеження інших прав, які належать народові. |

### Поправка Х
| Повноваження, що не передано цією Конституцією Сполученим Штатам і не заборонено нею окремим штатам, належать відповідно штатам або народові. |
Поданий до розгляду 25 вересня 1789 року.
Білль про права ратифікований 15 грудня 1791 року.

## Поправка ХІ

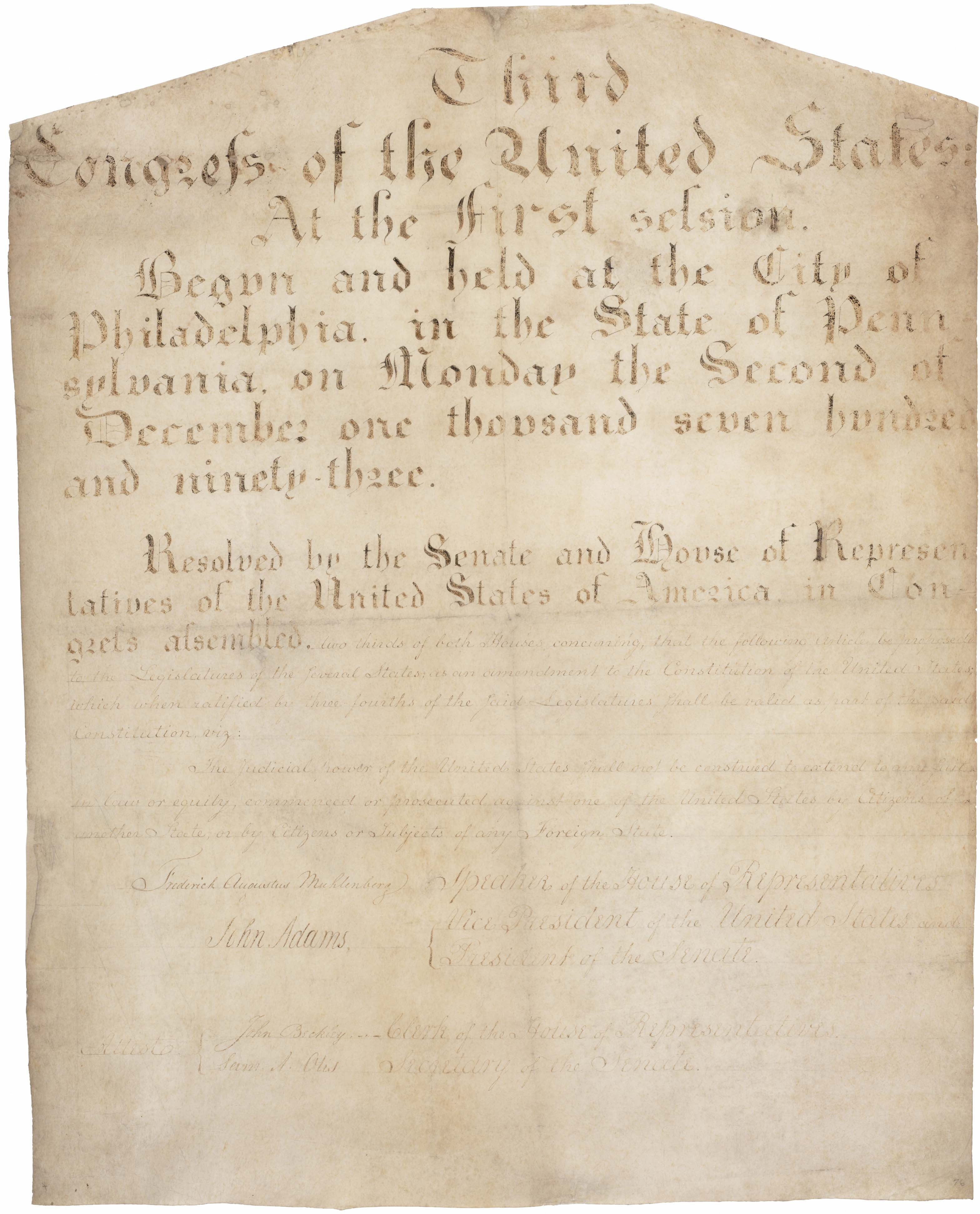
11-та поправка

Забезпечує Судовий імунітет штатів: позови, подані проти якого-небудь з штатів, повинні розглядатися не федеральним судом, а судом цього штату.
| Судова влада Сполучених Штатів не повинна тлумачитися так, ніби вона поширюється на всі судові справи, законно і належно порушені або проваджені проти котрогось із Сполучених Штатів громадянами іншого штату чи громадянами або підданими іншої держави. |
Подана до розгляду 4 березня 1794 року.
Ратифікована 7 лютого 1795 року.

## Поправка ХІІ

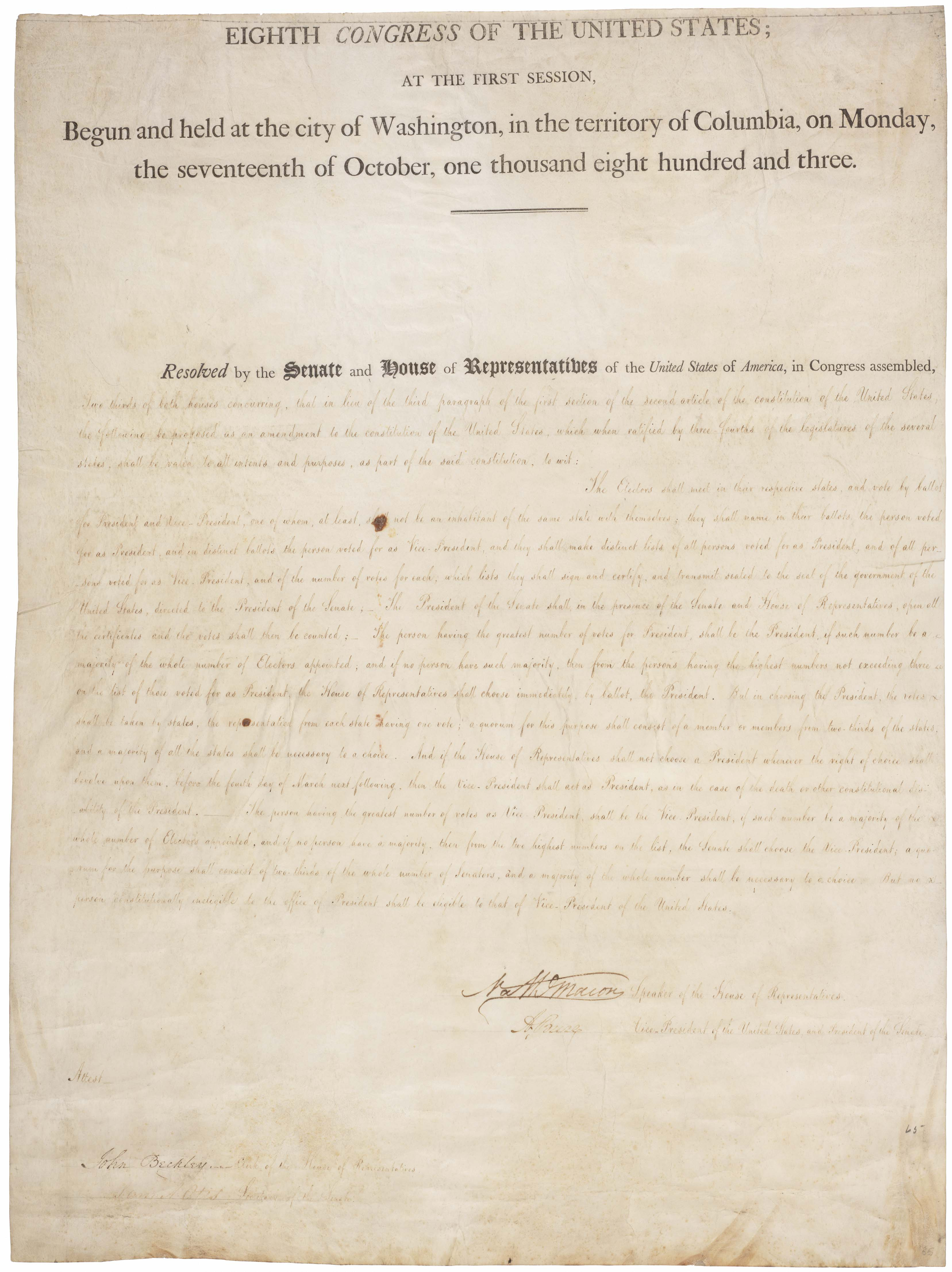
12-та поправка

Змінює процедуру голосування вибірників на президентських виборах.
| 1. Вибірники збираються у відповідних штатах і таємним голосуванням подають свої голоси за Президента й Віцепрезидента, з яких принаймні один не є мешканцем одного з ними штату. У своїх бюлетенях вибірники вказують особу, за яку вони голосують як за Президента, а в окремих бюлетенях — особу, за яку вони голосують як за Віцепрезидента. Вони мають виготовити окремі списки на всіх кандидатів на Президента, і на всіх кандидатів на Віцепрезидента, із зазначенням кількості голосів за кожного. Ці списки вони мають підписати, посвідчити й запечатаним листом надіслати до осідку уряду Сполучених Штатів голові Сенату. Голова Сенату повинен за присутності Сенату й Палати представників розпечатати всі такі повідомлення, і тоді голоси підраховують. Особа, яка дістала найбільше голосів на Президента, має бути Президентом, якщо ця кількість становить більшість з загальної кількості призначених вибірників. Якщо жодна з висунутих кандидатур не дістане такої більшості, тоді з осіб, які дістали найбільшу кількість голосів у списках кандидатур на Президента, але не більше за трьох таких осіб, Палата представників має негайно обрати Президента таємним голосуванням. За таких виборів голосують штати і представництво кожного штату має один голос. Кворум для цієї мети становлять дві третини штатів, представлених кожен одним чи кількома членами, і для обрання потрібна більшість з-поміж усіх штатів. Якщо Палата представників, яка має право обирати, не обере Президента до четвертого дня наступного березня, обов'язки Президента має виконувати Віцепрезидент, так само у випадку смерті чи інших причин, що не дають Президентові змоги виконувати свої обов'язки. 2. Особа, яка дістане найбільше голосів на посаду Віцепрезидента, має бути Віцепрезидентом, якщо ця кількість становить більшість загальної кількості призначених вибірників. Якщо ніхто не дістане більшості, то Віцепрезидента обирає Сенат із двох кандидатур, які дістали найбільшу кількість голосів у списках. Кворум для цієї мети становлять два сенатори, але для обрання потрібна більшість загальної кількості сенаторів. 3. Жодна особа, яка не задовольняє вимоги Конституції стосовно Президента, не може бути обраною також на Віцепрезидента Сполучених Штатів. |
Подана до розгляду 9 грудня 1803 року.
Ратифікована 15 червня 1804 року.

## Поправка ХІІІ

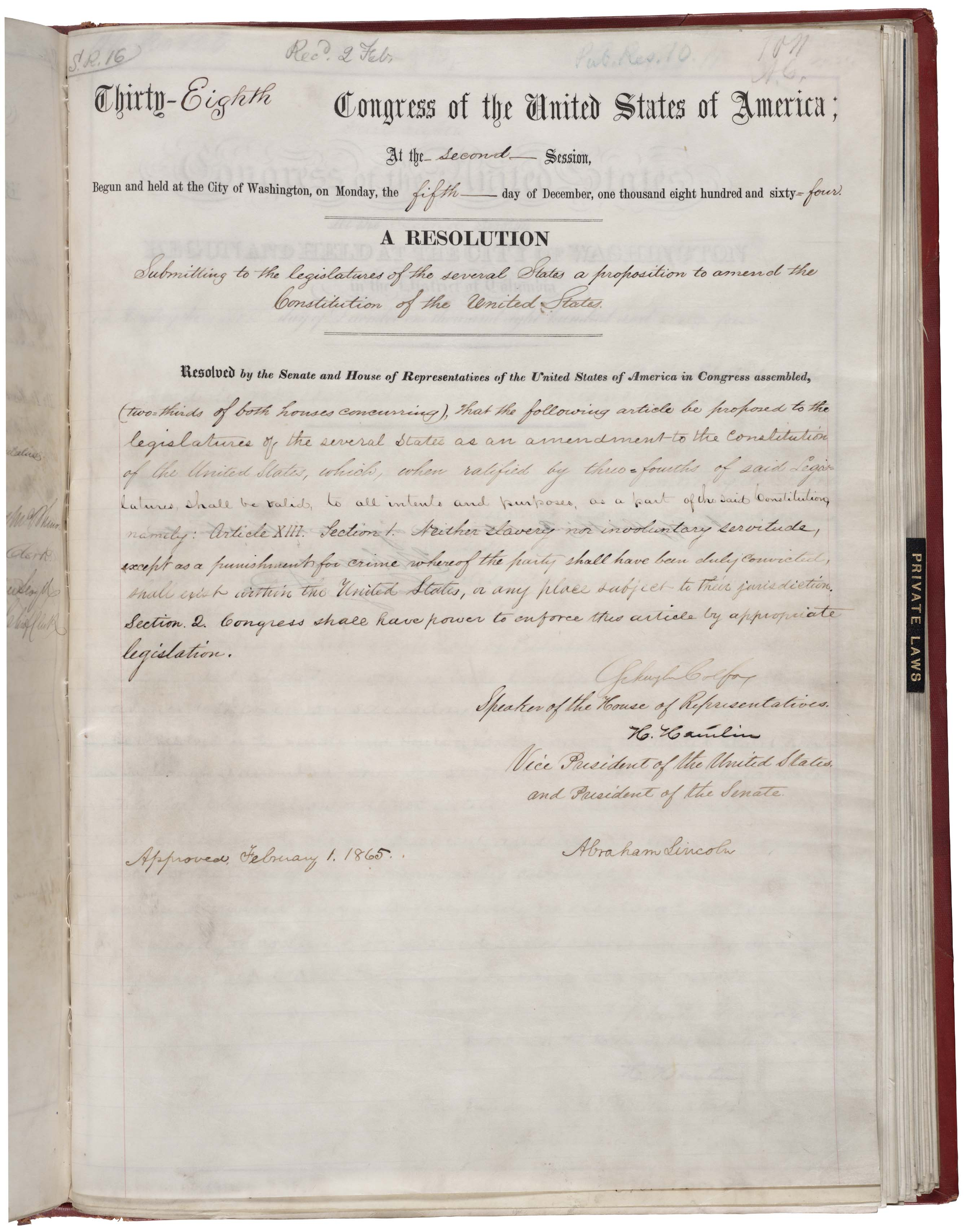
13-та поправка

Була прийнята відразу після Громадянської війни. Тринадцята поправка забороняла рабство. Також був змінений і розділ 2 ст. IV, яким раніше заборонялося сприяти втечі рабів.
| 1. Ні в Сполучених Штатах, ні в жодному іншому місці, що належить до їхньої юрисдикції, не повинні існувати ні рабство, ні примусова праця. Остання припускається лише як покарання за злочин, і в такому випадку винуватець має бути законно засуджений. 2. Конгрес має право забезпечити виконання цієї статті відповідним законодавством. |
Подана до розгляду 31 січня 1865 року.
Ратифікована 18 грудня 1865 року.

## Поправка XIV

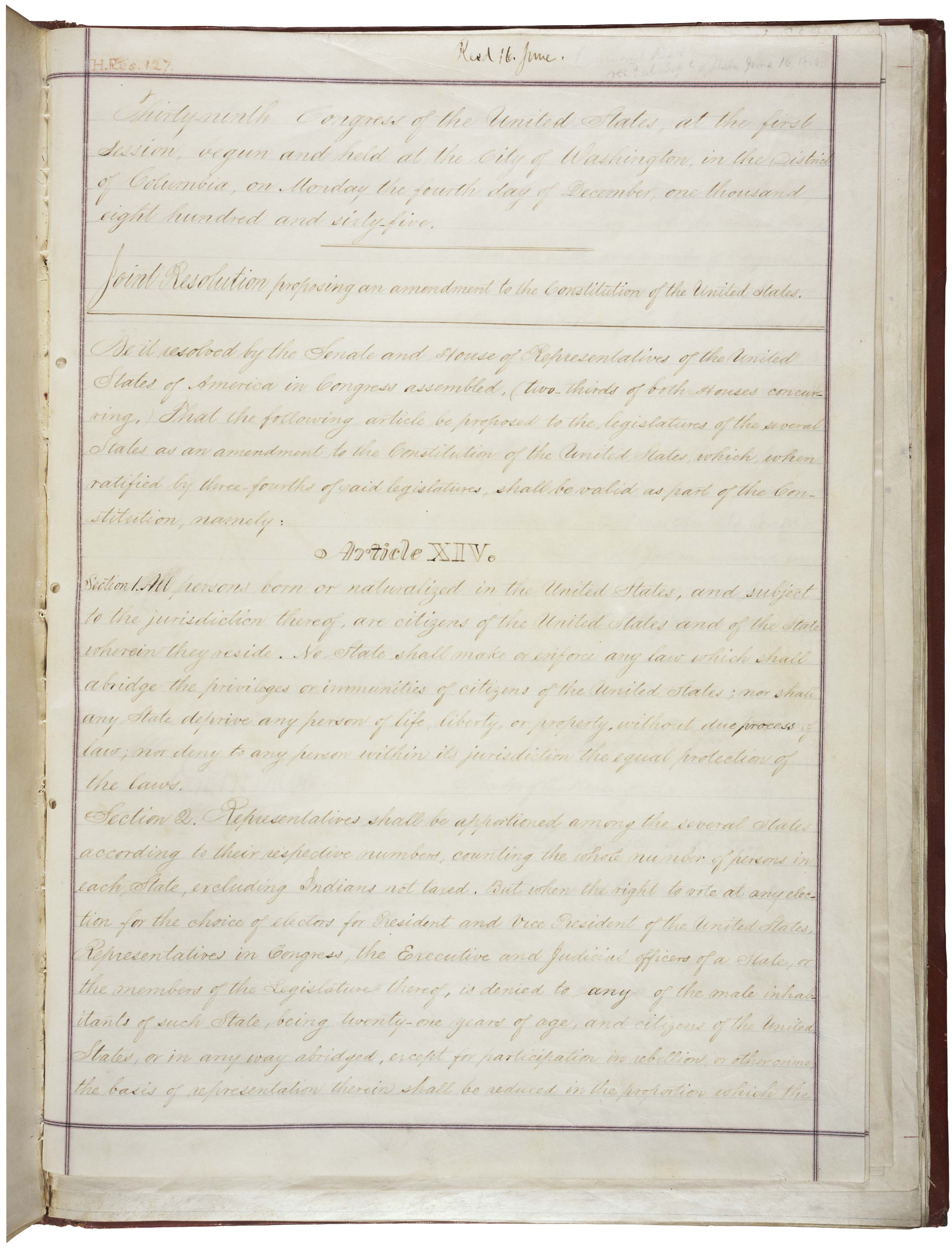
14-та поправка

Була прийнята після Громадянської війни в США в 1868 року. Чотирнадцята поправка ввела надання громадянства будь-якій особі, що народилася на території США, і заборону на позбавлення прав інакше як за вироком суду. Гарантується рівність громадян США і забороняється ухвалення яким-небудь штатом дискримінаційних законів (у тому числі це означає дію Білля про права на всій території США); якщо при виборах який-небудь зі штатів обмежує права якої-небудь категорії громадян, норма представництва цього штату в Палаті Представників повинна бути пропорційно зменшена, заборона посідати посади для повстанців проти США; забороняється відшкодування громадянам збитків, пов'язаних з їх ворожою щодо держави діяльністю або за звільнення їх рабів.
| 1. Усі особи, народжені чи натуралізовані в Сполучених Штатах і які підлягають їхній юрисдикції, є громадянами Сполучених Штатів і штату, де вони мешкають. Жоден штат не може видавати чи застосовувати закони, що обмежують привілеї та імунітети громадян Сполучених Штатів. Жоден штат не може без законної процедури позбавити когось життя, свободи чи власності і не може позбавити когось, хто підлягає його юрисдикції, рівної охорони законом. 2. Кількість представників від окремих штатів визначається пропорційно до їхньої людності, враховуючи усіх мешканців кожного штату, за винятком індіанців, які не оподатковуються. Але коли на будь-яких виборах для обрання вибірників Президента чи Віцепрезидента Сполучених Штатів, виборів представників у Конгрес, виконавчих чи судових урядовців штату або членів законодавчих органів цього штату права голосу буде позбавлено котрогось мешканця чоловічої статі, який досягнув 21 року і є громадянином Сполучених Штатів, або коли це право буде якось обмежено, — з інших причин, ніж участь у повстанні або скоєння іншого злочину, — то кількість представників цього штату має бути зменшена пропорційно до кількості цих громадян чоловічої статі і кількості усіх громадян цього штату, які досягли 21 року. 3. Ніхто не може бути сенатором, представником у Конгресі, вибірником Президента або Віцепрезидента, чи обіймати якусь цивільну чи військову посаду в уряді Сполучених Штатів або в будь-якому штаті, коли він, склавши раніше присягу як член Конгресу, урядовець Сполучених Штатів, член законодавчих органів котрогось штату чи виконавчий або судовий урядовець штату в тому, що підтримуватиме Конституцію Сполучених Штатів, потім візьме участь у повстанні або заколоті проти Конституції й надасть допомогу чи підтримку її ворогам. Проте Конгрес може скасувати такі обмеження прав двома третинами голосів у кожній палаті. 4. Державні борги, вчинені на підставі законів Сполучених Штатів, серед них борги для виплати пенсій і винагороди за виконання службових обов'язків у придушенні заколоту чи повстання проти Сполучених Штатів, чинні і не можуть піддаватися сумнівам. Проте ні Сполучені Штати, ні будь-який штат не можуть вимагати і не повинні сплачувати борги, вчинені на підтримку заколоту чи повстання проти Сполучених Штатів, і не повинні виплачувати винагороди за втрату чи звільнення будь-якого раба. Усі такі борги, зобов'язання і грошові вимоги вважатимуться за незаконні і нечинні. 5. Конгрес має право забезпечувати виконання цієї статті відповідним законодавством. |
Подана до розгляду 13 червня 1866 року.
Ратифікована 9 липня 1868 року.

## Поправка XV

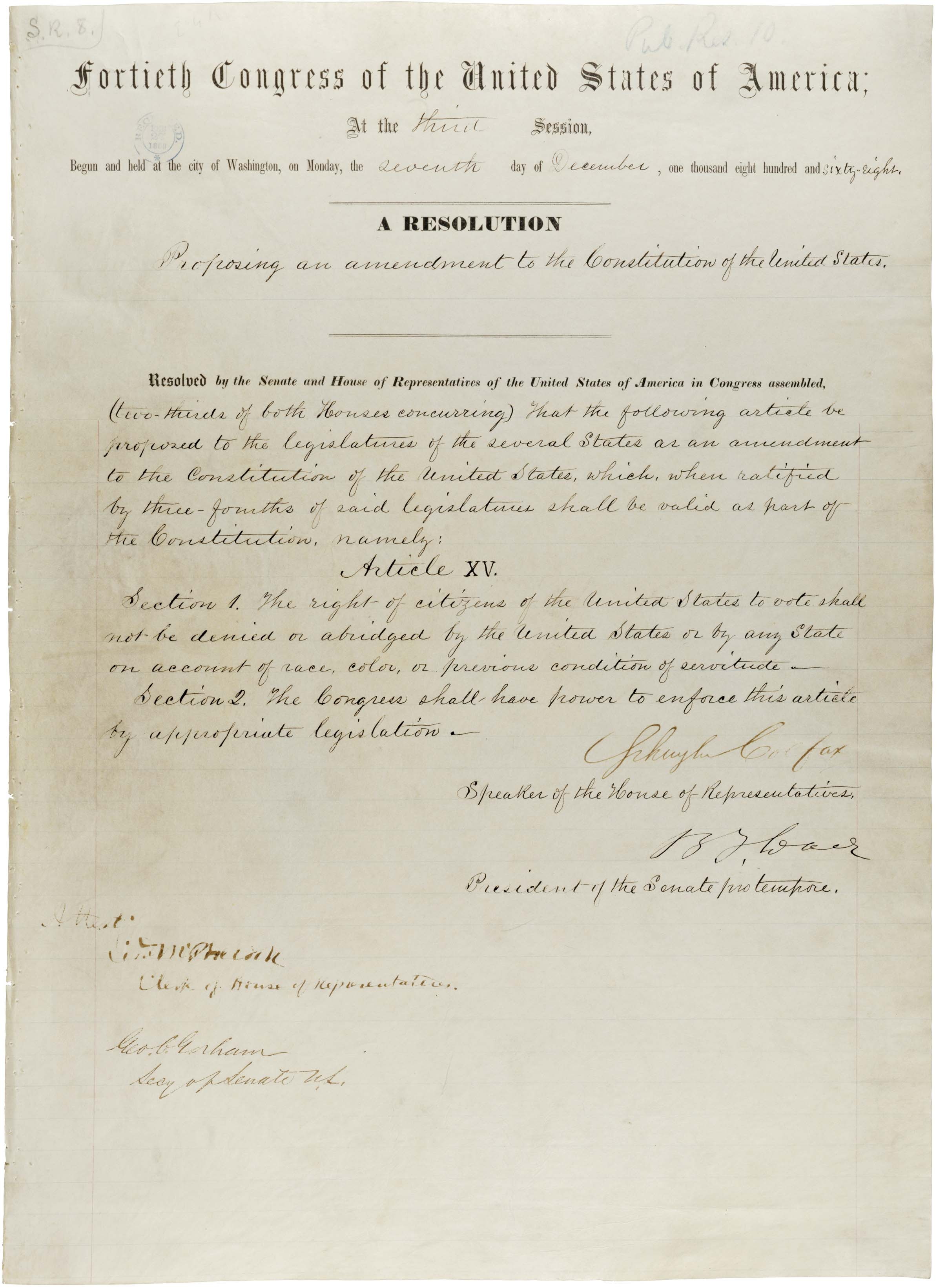
15-та поправка

Була прийнята після Громадянської війни в США 1868 року. П'ятнадцята поправка прямо забороняла обмеження активного виборчого права за ознакою раси, кольору шкіри або у зв'язку з колишнім положенням раба.
| 1. Виборче право громадян Сполучених Штатів не може відбиратися чи обмежуватися Сполученими Штатами або окремими штатами на підставі раси, кольору шкіри чи попереднього перебування у рабстві. 2. Конгрес має право забезпечувати виконання цієї статті відповідним законодавством. |
Подана до розгляду 26 лютого 1869 року.
Ратифікована 3 лютого 1870 року.

## Поправка XVI

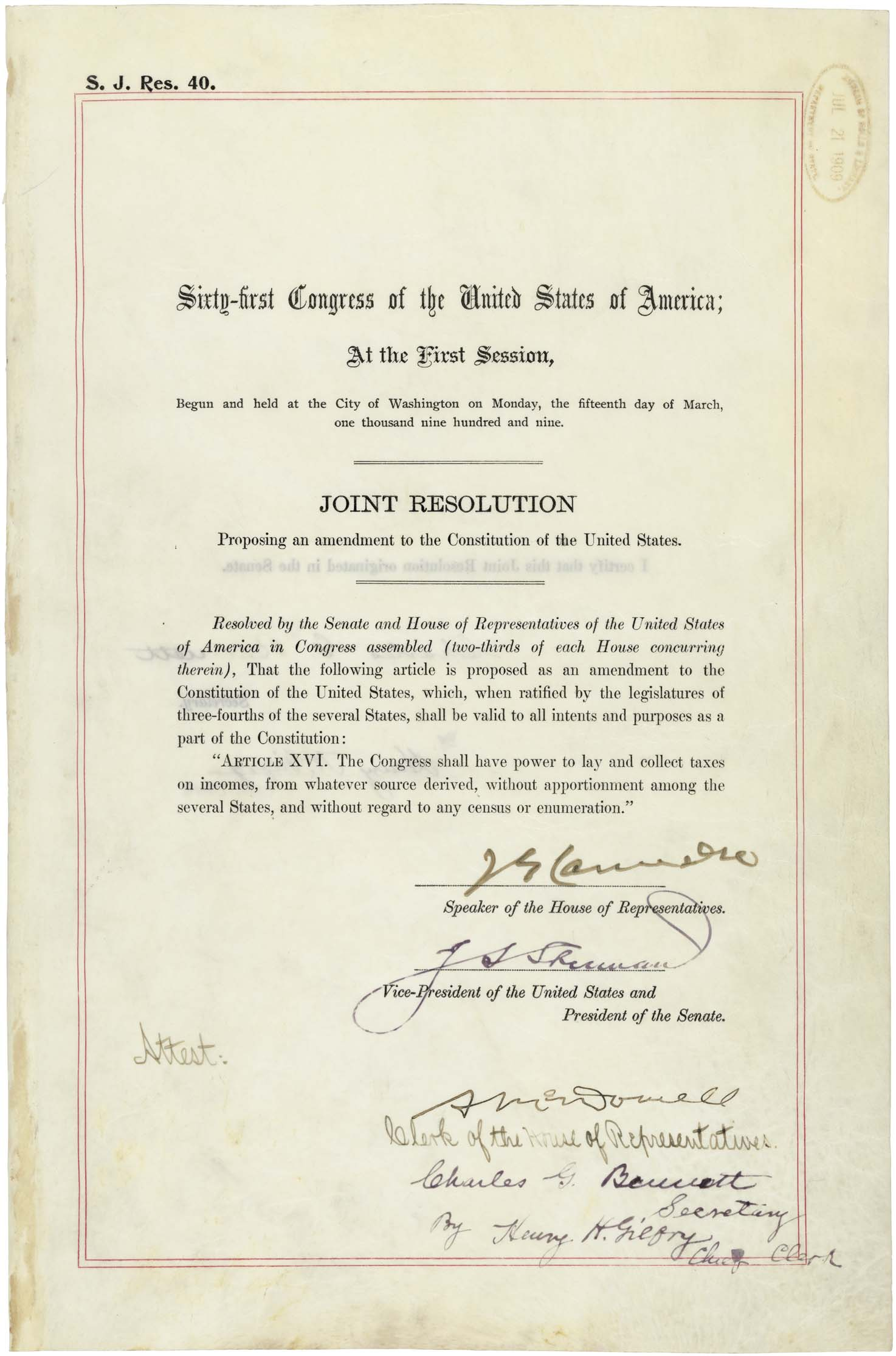
16-та поправка

Ввела федеральний податок на прибуток, надходження від якого цілком надходять до федерального бюджету.
| Конгрес має право накладати й стягувати податки з прибутків з будь-якого джерела, не розподіляючи їх між окремими штатами і незалежно від перепису чи підрахунку їхнього населення. |
Подана до розгляду 12 липня 1909 року.
Ратифікована 3 лютого 1913 року.

## Поправка XVII

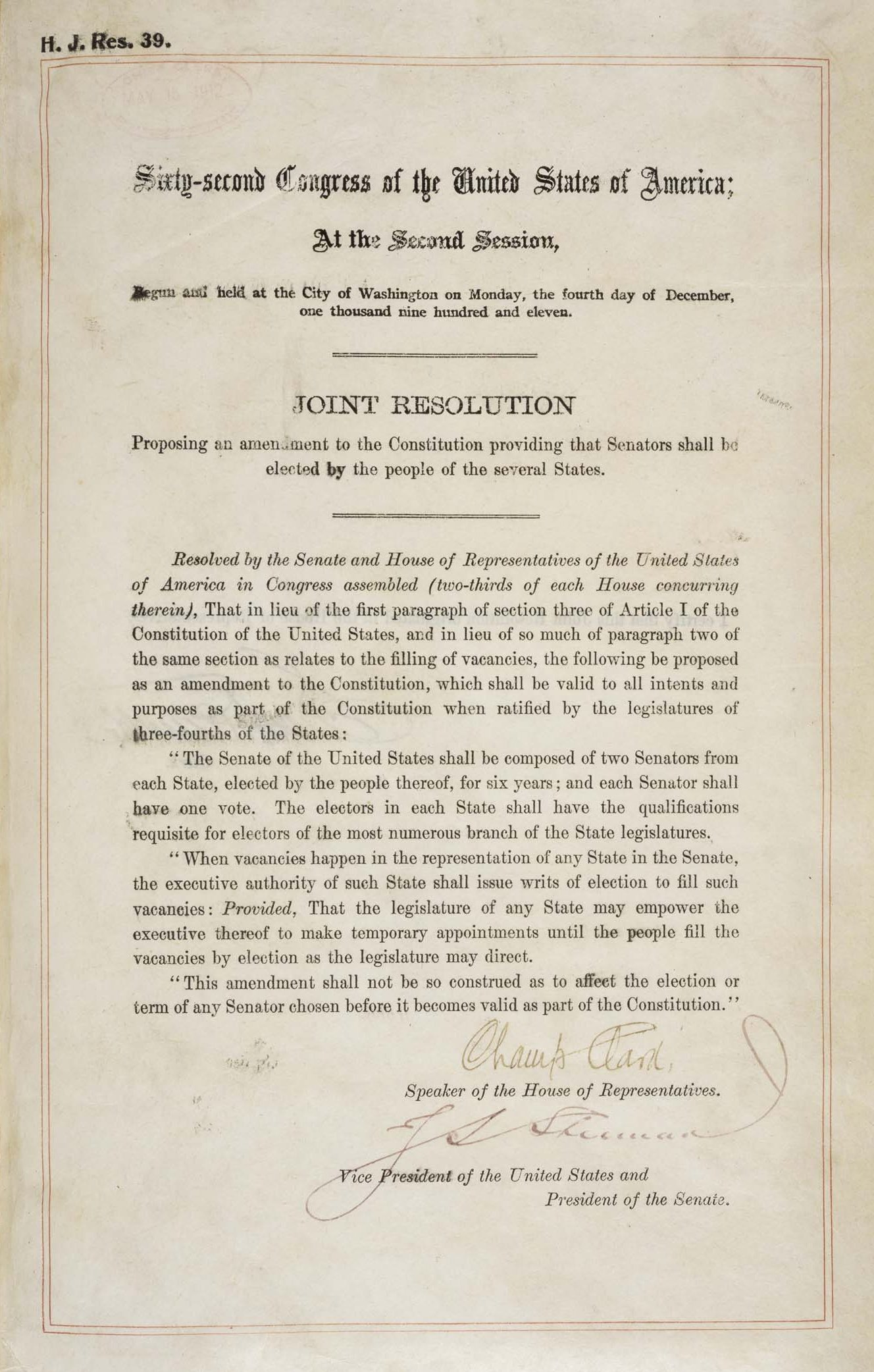
17-та поправка

Ввела в дію прямі вибори сенаторів до Сенату США, раніше вибори проводились легіслатурами штатів.

| 1. У складі Сенату Сполучених Штатів має бути по два сенатори від кожного штату, обраних його народом на шість років. Кожен сенатор має один голос. Виборці в кожному штаті повинні задовольняти вимоги, установлені для виборців у найчисленнішу палату законодавчих органів штату. 2. Коли з'явиться вакансія в представництві якогось штату в Сенаті, орган виконавчої влади цього штату має видати наказ про вибори на цю вакантну посаду. Законодавчі органи штату можуть уповноважити орган виконавчої влади вчинити тимчасове призначення, доки вакансія не буде заміщена на загальних виборах відповідно до вказівок законодавчих органів. 3. Ця поправка не повинна тлумачитися так, щоб вплинути на обрання чи термін сенаторів, обраних перед набранням цією поправкою чинності як частини Конституції. |
Подана до розгляду 13 травня 1912 року.
Ратифікована 8 квітня 1913 року.

## Поправка XVIII

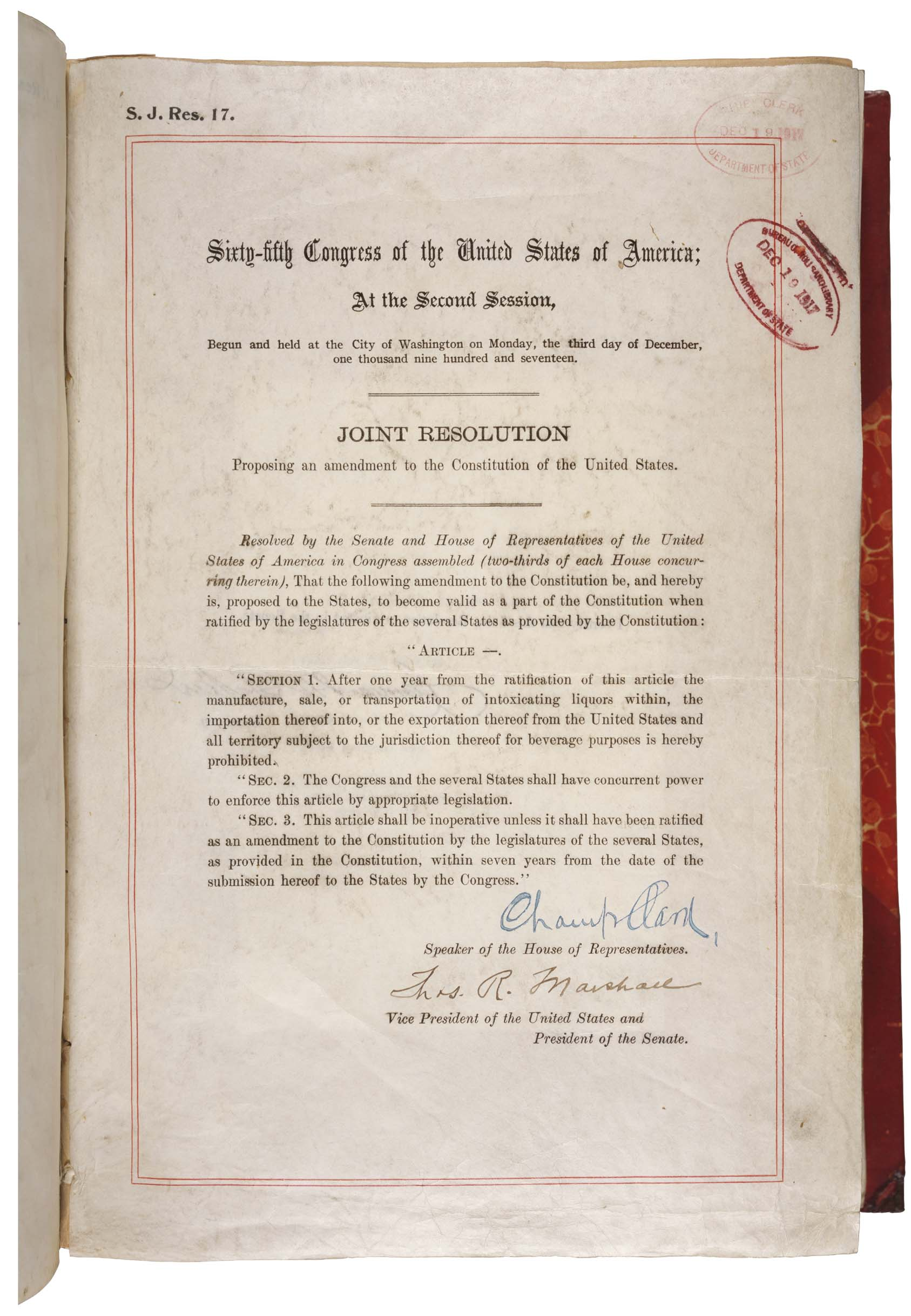
18-та поправка

Ввела в дію славнозвісний Сухий закон.
| 1. Через рік після ратифікації цієї поправки виготовлення, продаж чи перевезення спиртних напоїв у межах країни, довіз їх до Сполучені Штатів і всіх території, що підлягають їхній юрисдикції, як і вивіз звідти з метою вжитку, цим забороняється. 2. Конгрес та окремі штати мають право спільно забезпечити виконання цієї поправки відповідним законодавством. 3. Ця стаття не набере чинності, доки законодавчі органи штатів не ратифікують її як поправку до Конституції в передбаченому Конституцією порядку протягом сімох років після подання її Конгресом. |
Подана до розгляду 18 грудня 1917 року.
Ратифіковано у січні 1919 року.

## Поправка XIX

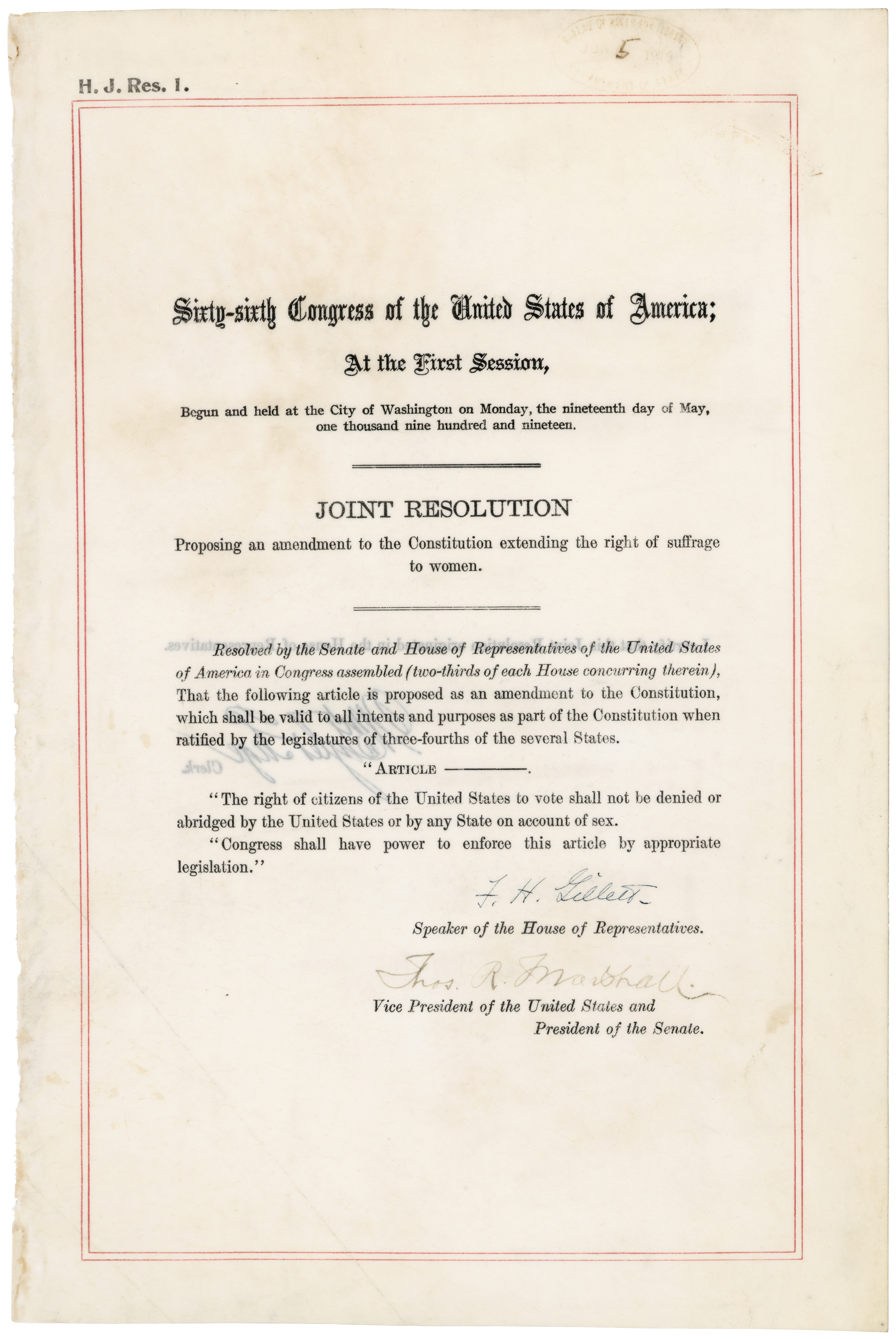
19-та поправка

Ввела в дію активне виборче право для жінок.
| 1. Виборчі права громадян Сполучених Штатів не повинні відбиратися чи обмежуватися Сполученими Штатами або окремими штатами на підставі належності до певної статі. 2. Конгрес має право забезпечувати виконання цієї поправки відповідним законодавством. |
Подана до розгляду 4 червня 1919 року.
Ратифіковано у серпні 1920 року.

## Поправка ХХ

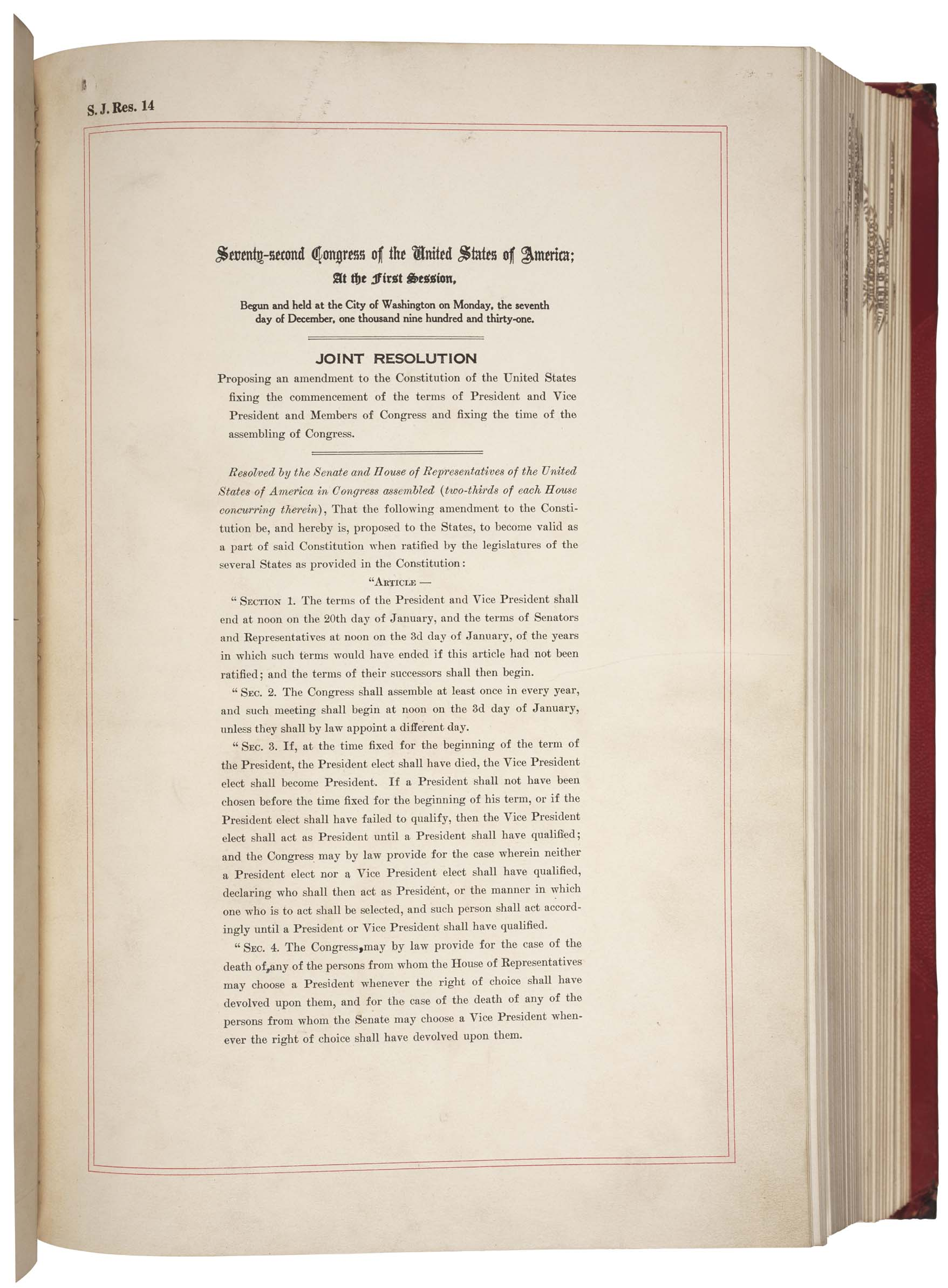
20-та поправка

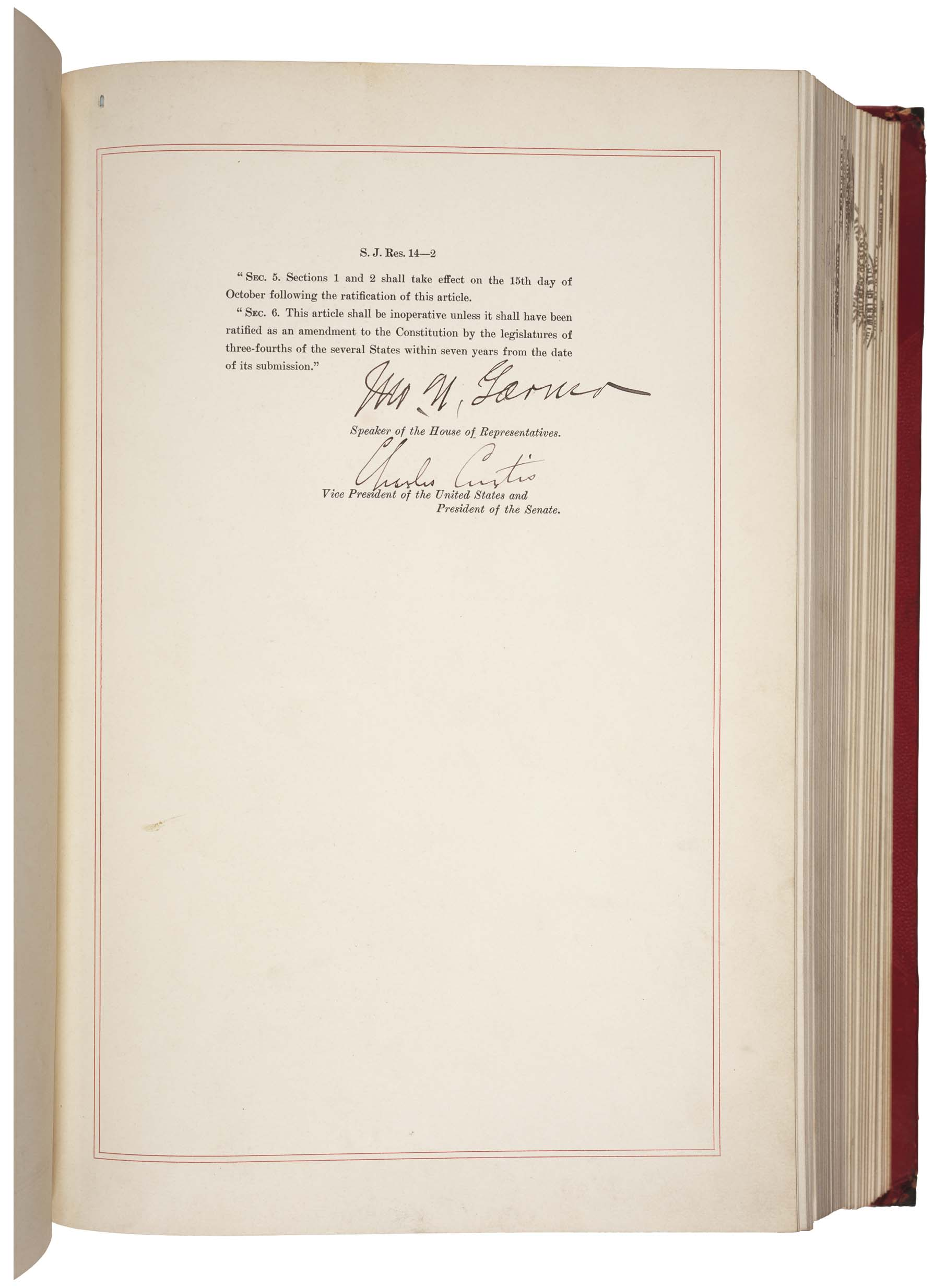
Остання сторінка документу

Встановлює дати збігання термінів повноважень конгресу та президента

| 1. Термін служби Президента і Віцепрезидента закінчується опівдні 20 січня, а термін служби сенаторів і представників - опівдні 3 січня в ті роки, коли їхні терміни закінчилися, якби ця поправка не була ратифікована. У цей же час починаються терміни каденції їхніх наступників. 2. Конгрес має збиратися принаймні раз на рік, і перша сесія має починатися опівдні 3 січня, якщо Конгрес не встановить законодавчо іншого дня. 3. Якщо до часу, визначеного для початку урядування Президента, новообраний Президент помре, Президентом стає новообраний Віцепрезидент. Якщо до часу, визначеного для початку урядування, Президента ще не буде обрано або новообраний Президент не задовольнятиме вимоги закону, обов'язки Президента має виконувати Віцепрезидент, доки Президент не задовольнятиме вимоги закону. Конгрес може спеціальним законом визначити на випадок, коли ні новообраний Президент, ні новообраний Віцепрезидент не задовольняють вимогам закону, вказавши, хто в такому випадку має виконувати обов'язки Президента, або спосіб, яким має бути обрано особу для виконання цих обов'язків. Така особа повинна відповідно діяти, доки Президент або Віцепрезидент задовольнятимуть вимоги закону. 4. Конгрес може визначити спеціальним законом на випадок смерті осіб, з-поміж яких Палата представників може обирати Президента, коли до неї переходить це право, а також на випадок смерті осіб, з-поміж яких Сенат може обирати Віцепрезидента, коли до нього переходить це право. 5. Розділи 1 і 2 цієї статті наберуть чинності 15 жовтня наступного року після ратифікації цієї поправки. 6. Ця стаття не набере чинності, доки не буде ратифікована як поправка до Конституції законодавчими органами трьох четвертин штатів протягом сімох років після подання її Конгресом. |
Подана до розгляду 2 березня 1932 року.
Ратифікована 23 січня 1933 року.

## Поправка XXI

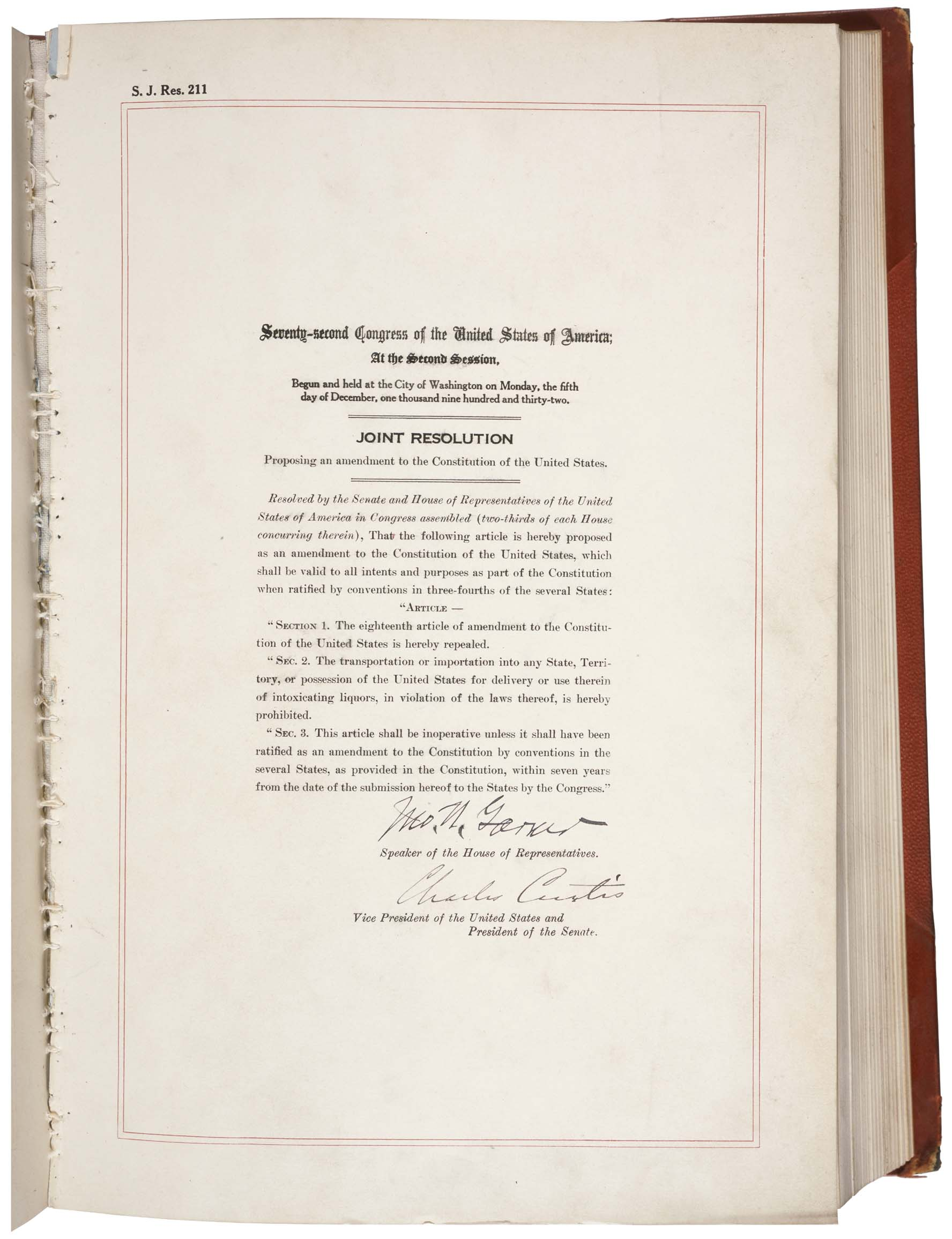
21-ша поправка

Скасування Вісімнадцятої поправки, при цьому дозволяються обмеження на оборот алкоголю на рівні штатів.
| 1. Вісімнадцята поправка до Конституції Сполучених Штатів цим скасовується. 2. Перевезення чи довіз у будь-який штат, територію чи володіння Сполучених Штатів спиртних напоїв для постачання чи вжитку, якщо це порушує місцеві закони, цим забороняється. 3. Ця поправка не набере чинності, доки не буде ратифікована як поправка до Конституції конвентами окремих штатів у порядку, передбаченому Конституцією, протягом сімох років після подання її Конгресом на розгляд штатів. |
Подана до розгляду 20 лютого 1933 року.
Ратифікована 5 грудня 1933 року.

## Поправка ХХІІ

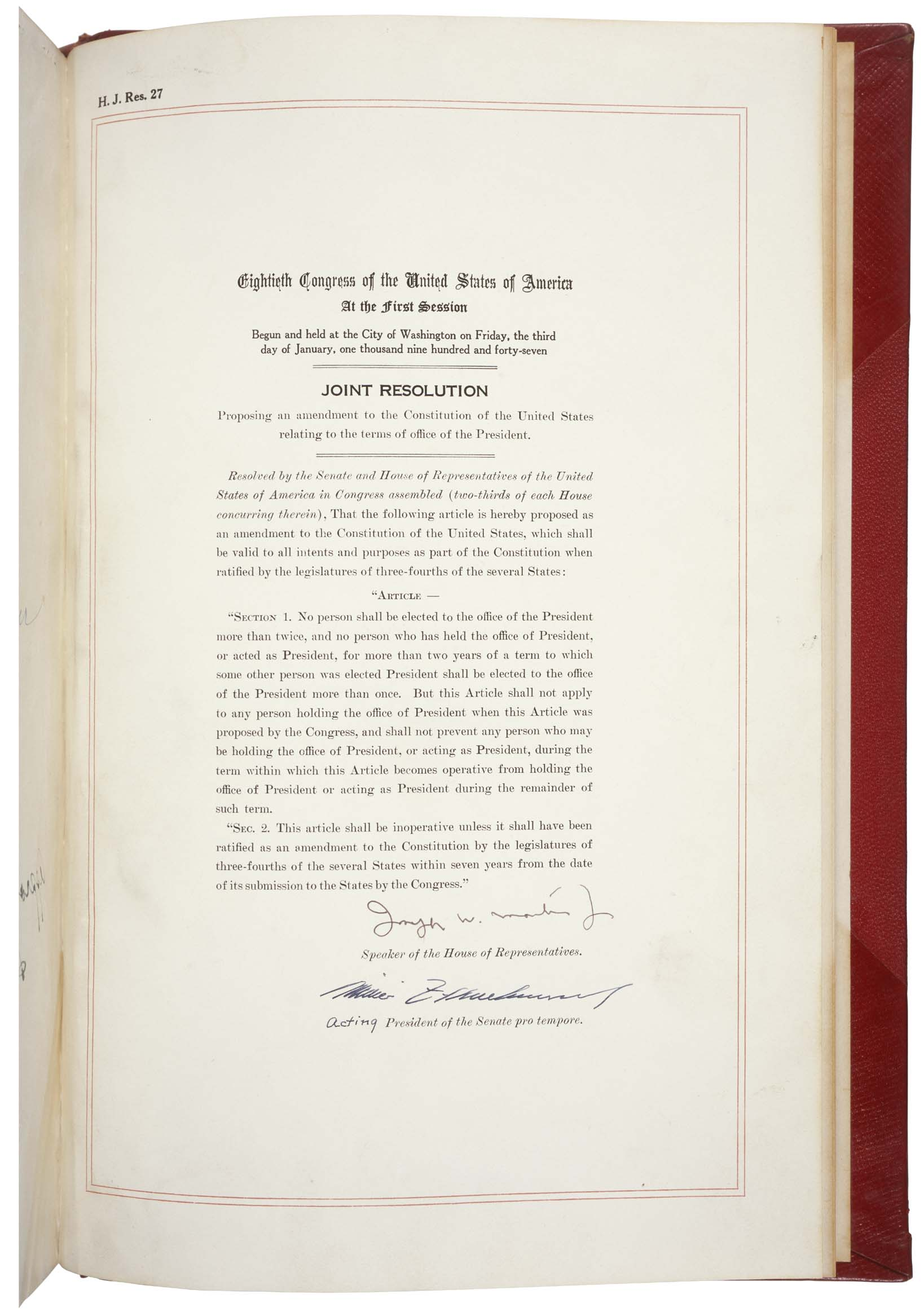
22-га поправка

Встановлює, що одна людина може займати пост президента США не більше двох термінів. Крім того, у цій же статті передбачена можливість звільнення від посади всіх цивільних посадовців, включно з посадою президента (імпічмент).
| 1. Нікого не можна обирати Президентом Сполучених Штатів більше, ніж двічі. Той, хто був Президентом чи виконував обов'язки Президента понад два роки протягом терміну, на який іншу особу було обрано Президентом, може бути обраний Президентом тільки один раз. Утім, ця стаття не поширюється на особу, яка була Президентом у той час, коли Конгрес запропонував цю статтю, і не перешкоджає особі, яка буде Президентом чи виконуватиме обов'язки Президента протягом терміну, під час якого стаття набере чинності, бути Президентом чи виконувати обов'язки Президента протягом решти цього терміну. 2. Ця стаття не набере чинності, доки не буде ратифікована як поправка до Конституції законодавчими органами трьох четвертин штатів протягом сімох років після подання її Конгресом. |
Подана до розгляду 24 березня 1947 року.
Ратифікована 27 лютого 1951 року.

## Поправка ХХІІІ

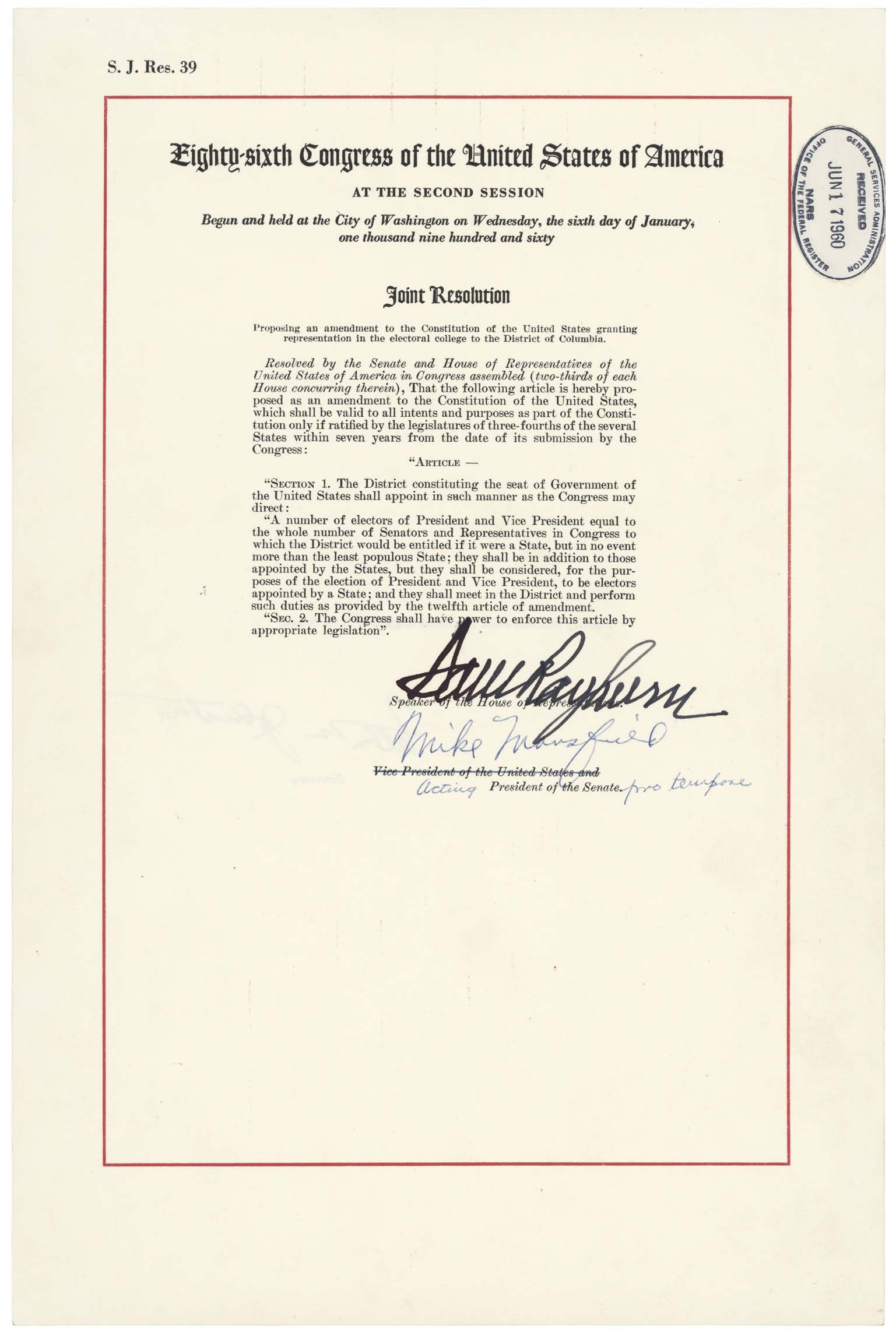
23-тя поправка

На президентських виборах Вашингтон повинен бути представлений в Колегії виборників таким же числом вибірників, яким представлений найменш населений штат. Уперше застосована на виборах президента та віцепрезидента США 1964 року.
| 1. Округа, що становить осідок уряду Сполучених Штатів, має призначати у визначений Конгресом спосіб таку кількість вибірників Президента і Віцепрезидента, що дорівнює загальній кількості сенаторів і представників у Конгресі, яку мала б право обирати ця округа, якби була штатом, але в жодному випадку не більшу, ніж штат з найменш чисельною людністю; вибірників треба додавати до призначених штатами, але не вважати за вибірників, призначених штатом для обрання Президента і Віцепрезидента; і вони повинні збиратися на території округи і виконувати свої обов'язки згідно з Дванадцятою поправкою до Конституції. 2. Конгрес має право забезпечувати виконання цієї статті відповідним законодавством. |
Подана до розгляду 16 червня 1960 року.
Ратифіковано у березні 1961 року.

## Поправка XXIV

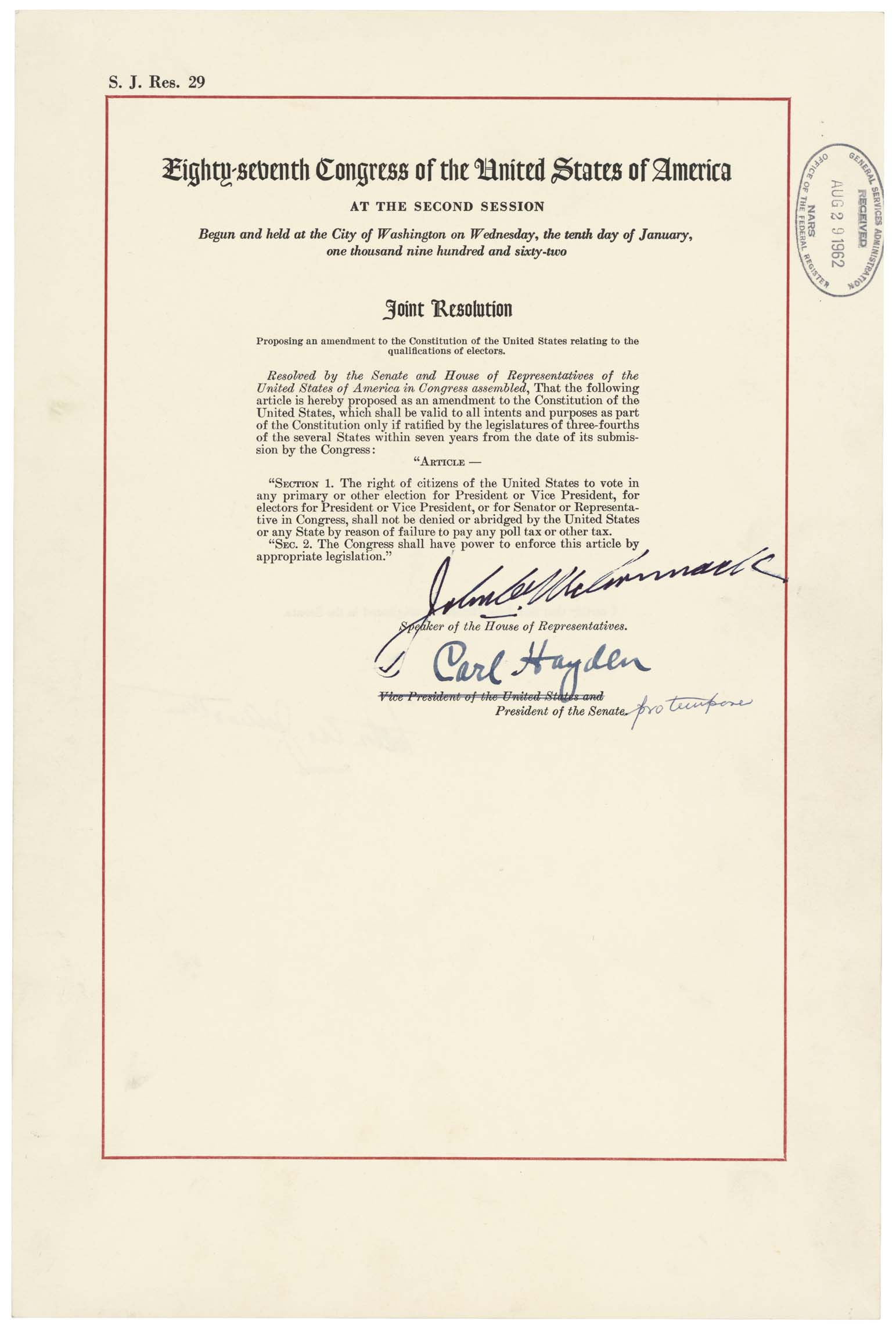
24-та поправка

Заборона обмеження виборчих прав на підставах несплати податку.
| 1. Право громадян Сполучених Штатів голосувати на будь-яких попередніх та інших виборах Президента і Віцепрезидента, виборників Президента і Віцепрезидента, сенатора або представника в Конгресі не повинне заперечуватися чи обмежуватися Сполученими Штатами або окремими штатами на підставі неспроможності сплатити виборчий або будь-який інший податок. 2. Конгрес має право забезпечувати виконання цієї статті відповідним законодавством. |
Необхідність ухвалення поправки пояснювалась політикою ряду штатів, які прагнули не допустити до виборів бідне населення (значну частину якого складали афроамериканці та іммігранти). Приблизно в той же період закони штатів, якими встановлювалися подібні податки, неодноразово розглядалися Верховним Судом США. Через два роки після набрання чинності поправки Верховний Суд в рішенні у справі «Харпер проти Департаменту виборів штату Вірджинія» (англ. Harper vs. Virginia Board of Elections), визнав неконституційними аналогічні заборони на участь у виборах на рівні штату, оскільки вони суперечили Чотирнадцятій поправці.
Подана до розгляду 14 вересня 1962 року.
Ратифікована 23 січня 1964 року.

## Поправка XXV

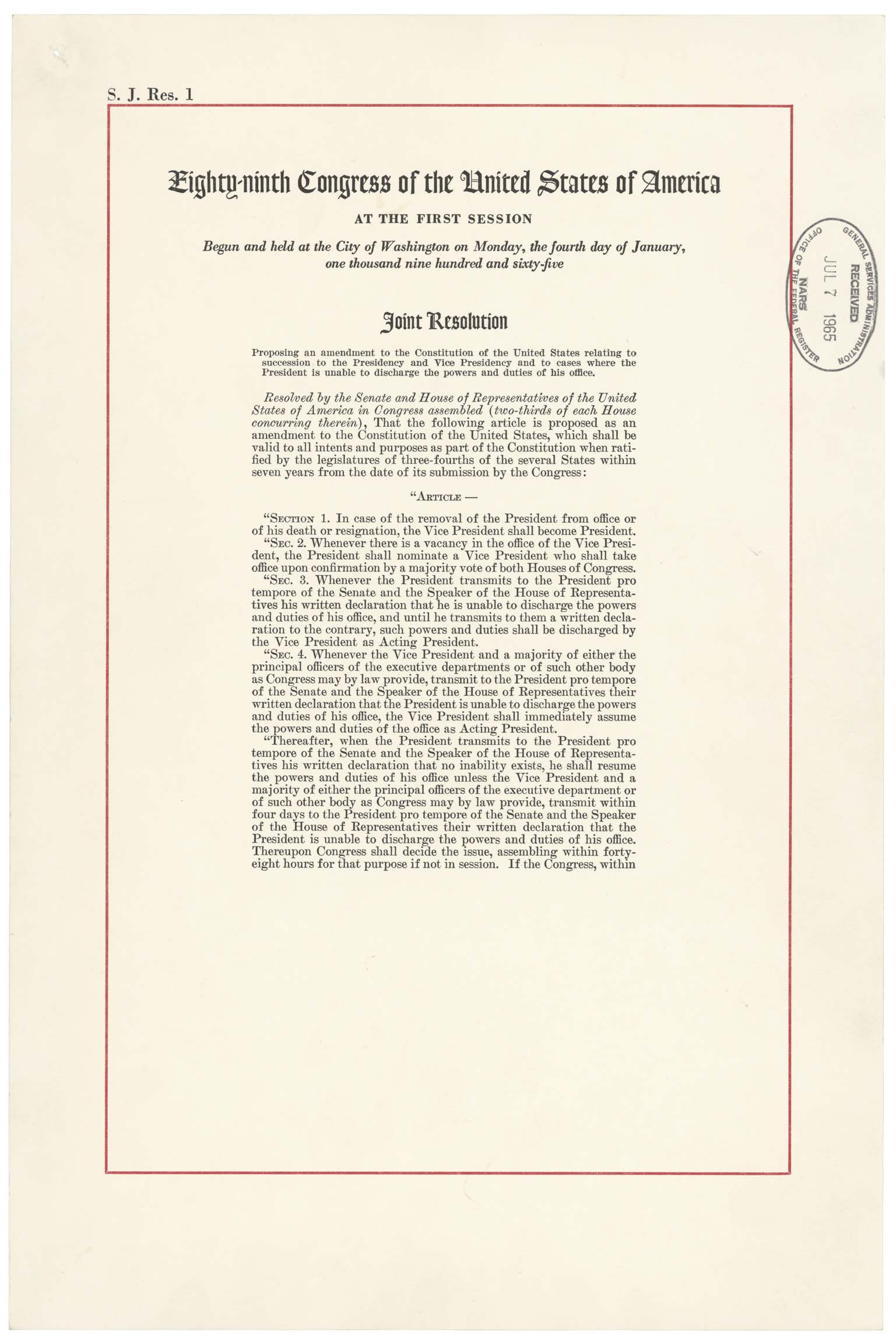
25-та поправка

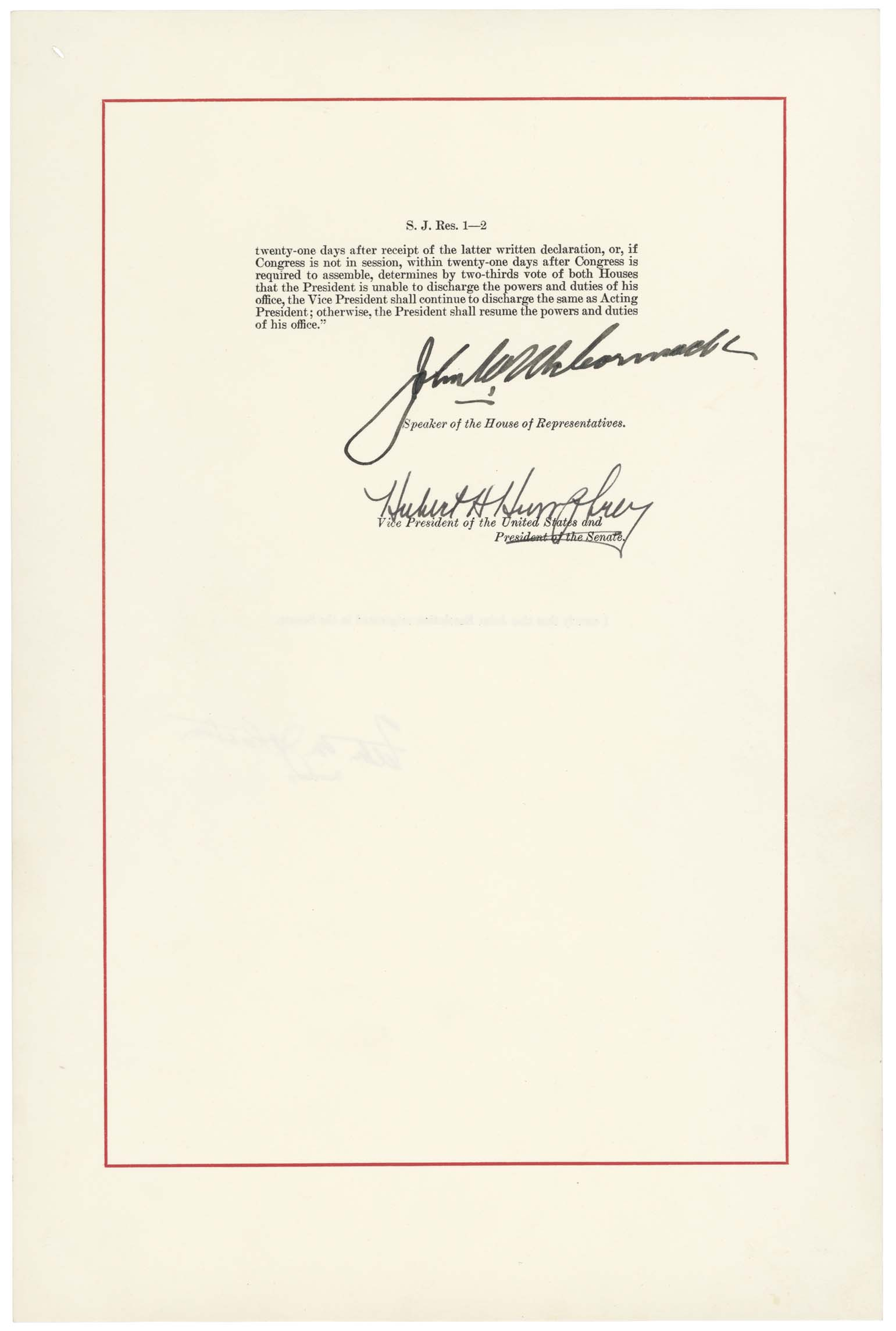
Остання сторінка документу

Визначає порядок здійснення повноважень президента при достроковому припиненні повноважень (президентом стає віцепрезидент). Двадцять п'ята поправка закріпила правило, згідно з яким віцепрезидент займає пост президента у разі дострокового припинення його повноважень. Первинний текст був невдало сформульований і залишав можливість різного тлумачення того, чи стає віцепрезидент президентом або просто виконує його обов'язки до наступних виборів. Перший прецедент трапився 1841 року, коли дев'ятий президент Вільям Генрі Гаррісон помер через місяць після обрання, і віцепрезидент Джон Тайлер став десятим президентом. Таким чином, Двадцять п'ята поправка закріпила правило, що склалося.
| 1. У випадку усунення Президента з посади, його смерті або відставки, Президентом стає Віцепрезидент. 2. У випадку вакантної посади Віцепрезидента Президент має висунути кандидата на Віцепрезидента, який обіймає посаду, доки не буде затверджений більшістю голосів обох палат Конгресу. 3. У випадку подання Президентом тимчасовому голові Сенату і спікеру Палати представників письмової заяви про неспроможність виконувати функції та обов'язки Президента і доки він не подасть їм заяву протилежного змісту, такі функції та обов'язки мають виконуватися Віцепрезидентом як заступником в обов'язках Президента. 4. У випадку подання Віцепрезидентом і більшістю вищих урядовців органів виконавчої влади або такого іншого органу, який встановлено Конгресом згідно з законом, тимчасовому голові Сенату і спікеру Палати представників своєї письмової заяви про неспроможність Президента виконувати свої посадові повноваження та обов'язки, Віцепрезидент негайно наділяється усіма посадовими повноваженнями та обов'язками як чинний Президент. Згодом, якщо Президент подає тимчасовому голові Сенату і спікеру Палати представників письмову заяву про хибність думки щодо такої неспроможності, він повертає собі посадові повноваження та обов'язки, хіба що Віцепрезидент і більшість вищих урядовців або органів виконавчої влади або такого іншого органу, який буде встановлено Конгресом згідно з законом, подадуть протягом чотирьох діб тимчасовому голові Сенату і спікеру Палати представників письмову заяву про неспроможність Президента виконувати свої посадові обов'язки і повноваження. Тоді Конгрес має вирішити цю справу, зібравшись протягом сорока восьми годин, якщо це сталося у перерві між сесіями. Якщо Конгрес протягом двадцяти одного дня після одержання останньої письмової заяви або, якщо це сталося у перерві між сесіями, протягом двадцяти одного дня після того, як Конгрес мав зібратися, більшістю у дві третини обох палат вирішить, що Президент неспроможний виконувати свої посадові обов'язки і повноваження, їх має виконувати Віцепрезидент як чинний президент. В інших випадках Президент повертає собі посадові повноваження та обов'язки. |
Подана до розгляду 6 липня 1965 року.
Ратифікована 23 лютого 1967 року.

## Поправка XXVI

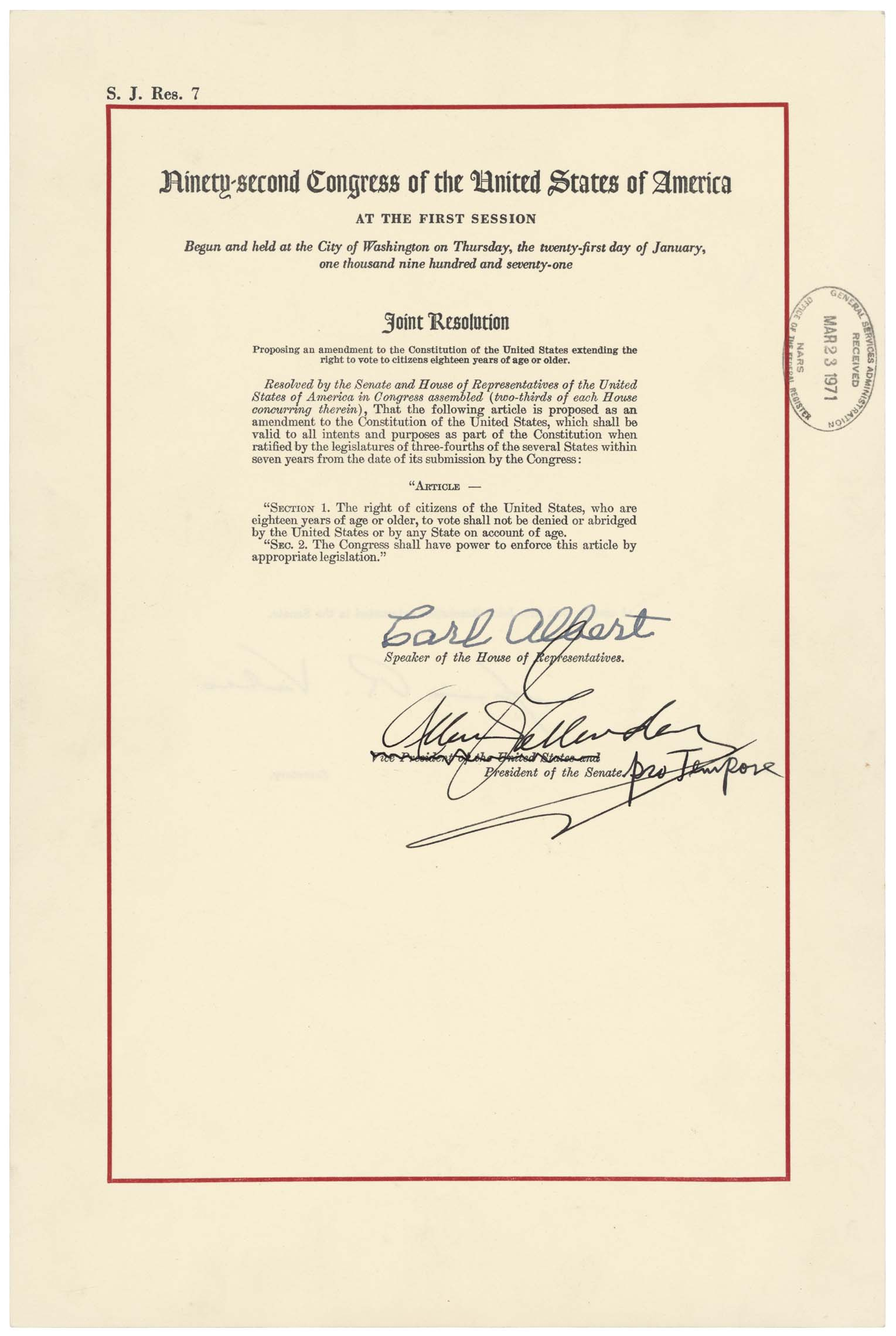
26-та поправка

Вимога про пониження віку, з якого можна брати участь у виборах, набрала популярності під час війни у В'єтнамі, оскільки ситуація, коли військовий обов'язок наступає раніше, ніж отримують цивільні права, здавалася багатьом несправедливою. Поправка була прийнята Конгресом в березні 1971 року і вже до 1 липня набрала потрібне число ратифікацій.
| 1. Право громадян Сполучених Штатів, які досягли 18 років, голосувати не повинне заперечуватися чи обмежуватися Сполученими Штатами або окремими штатами на підставі віку. 2. Конгрес має право забезпечувати виконання цієї статті відповідним законодавством. |
Подана до розгляду 23 березня 1971 року.
Ратифікована 1 липня 1971 року.

## Поправка XXVII

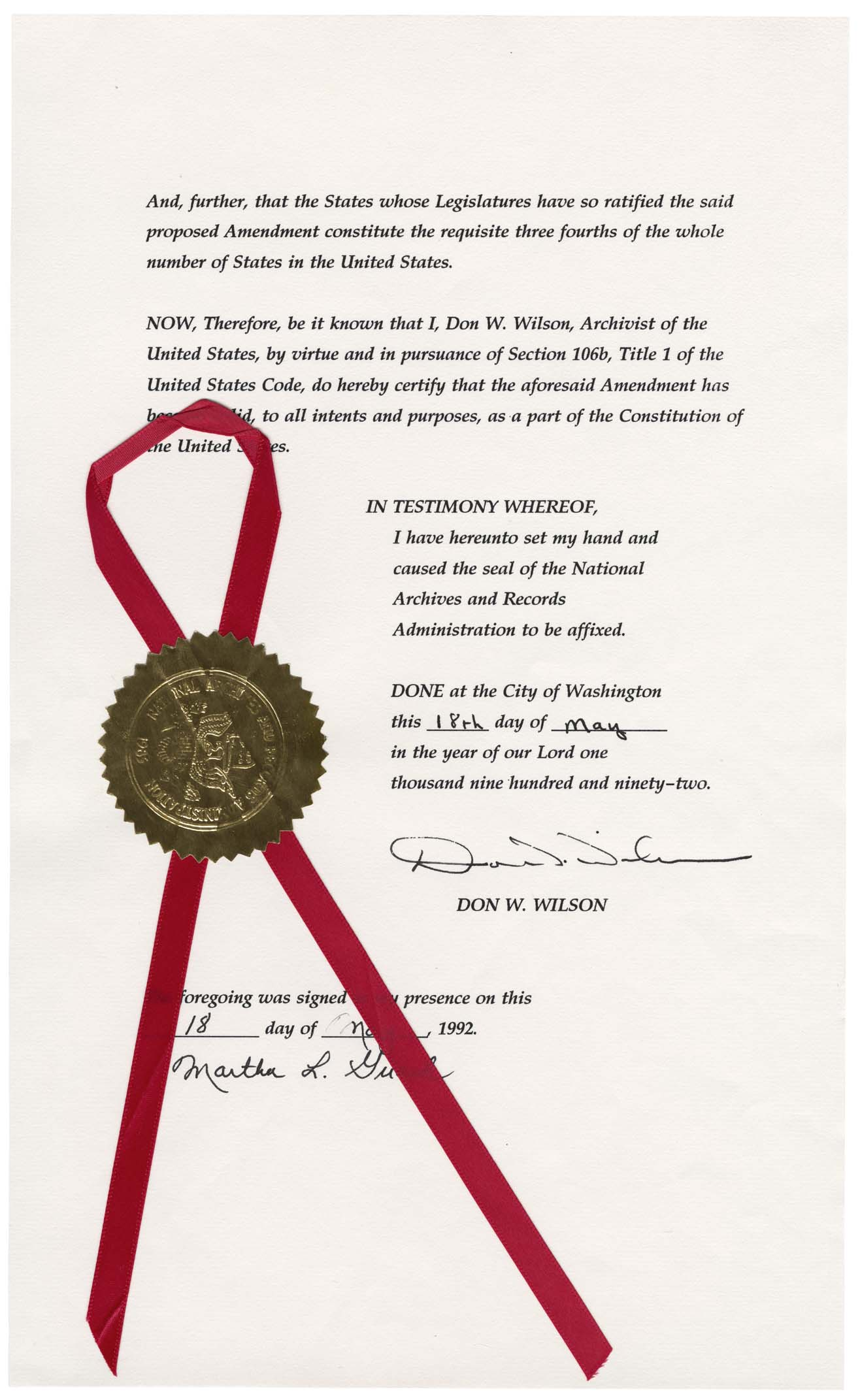
Остання сторінка 27-ї поправки

Остання прийнята на сьогодні поправка. Запропонована ще в 1789 році, проте ратифікована необхідною кількістю штатів лише 1992 року.
Ця поправка була другою з 12 запропонованих майбутнім четвертим президентом США Джеймсом Медісоном поправок в Конституцію США, прийнятих Палатою представників США і направлених першим Конгресом США для ратифікації до органів представницької влади штатів 1789 року. Останні десять з цих поправок склали згодом Білль про права. Проте дана поправка на той момент була ратифікована лише 6 штатами — кількістю, недостатньою для набрання поправкою чинності. До 1980 року поправку ратифікували ще три штати, проте лише в середині і наприкінці 80-х років XX століття відбулася ратифікація більшістю штатів.
| Жоден закон, що передбачає зміну розміру винагороди за службу сенаторів або представників не набере чинності, доки не відбудуться нові вибори представників. |
Подана до розгляду 25 вересня 1789 року.
Ратифікована 5 травня 1992 року.